# Amsterdam Crusaders 2011
Questa voce raccoglie le informazioni riguardanti gli Amsterdam Crusaders nella stagione 2011.

## EFAF Cup

### Stagione regolare
| Londra 9 aprile 2011, ore 15:00 1ª giornata | London Blitz | 68 – 6 | Amsterdam Crusaders | Finsbury Park |

| Amsterdam 14 maggio 2011, ore 15:00 4ª giornata | Amsterdam Crusaders | 27 – 19 (7-13 7-0 6-6 7-0) | Valencia Firebats | Sportpark Sloten |

## Statistiche di squadra
| Competizione           | %Vittorie | In casa | In casa | In casa | In casa | In casa | In casa | In trasferta | In trasferta | In trasferta | In trasferta | In trasferta | In trasferta | Totale | Totale | Totale | Totale | Totale | Totale |
| Competizione           | %Vittorie | G       | V       | N       | P       | Pf      | Ps      | G            | V            | N            | P            | Pf           | Ps           | G      | V      | N      | P      | Pf     | Ps     |
| ---------------------- | --------- | ------- | ------- | ------- | ------- | ------- | ------- | ------------ | ------------ | ------------ | ------------ | ------------ | ------------ | ------ | ------ | ------ | ------ | ------ | ------ |
| EC - Stagione regolare | .500      | 1       | 1       | 0       | 0       | 27      | 19      | 1            | 0            | 0            | 1            | 6            | 68           | 2      | 1      | 0      | 1      | 33     | 87     |
| Totale                 | .500      | 1       | 1       | 0       | 0       | 27      | 19      | 1            | 0            | 0            | 1            | 6            | 68           | 2      | 1      | 0      | 1      | 33     | 87     |